# Joachim Siwert
Joachim Siwert, auch Sivert oder Sibert (geboren vor 1610 vermutlich in Berlin; gestorben nach 1632) war ein deutscher Porträtmaler, der für den Kurfürsten Georg Wilhelm der Mark Brandenburg tätig war.

## Wirken

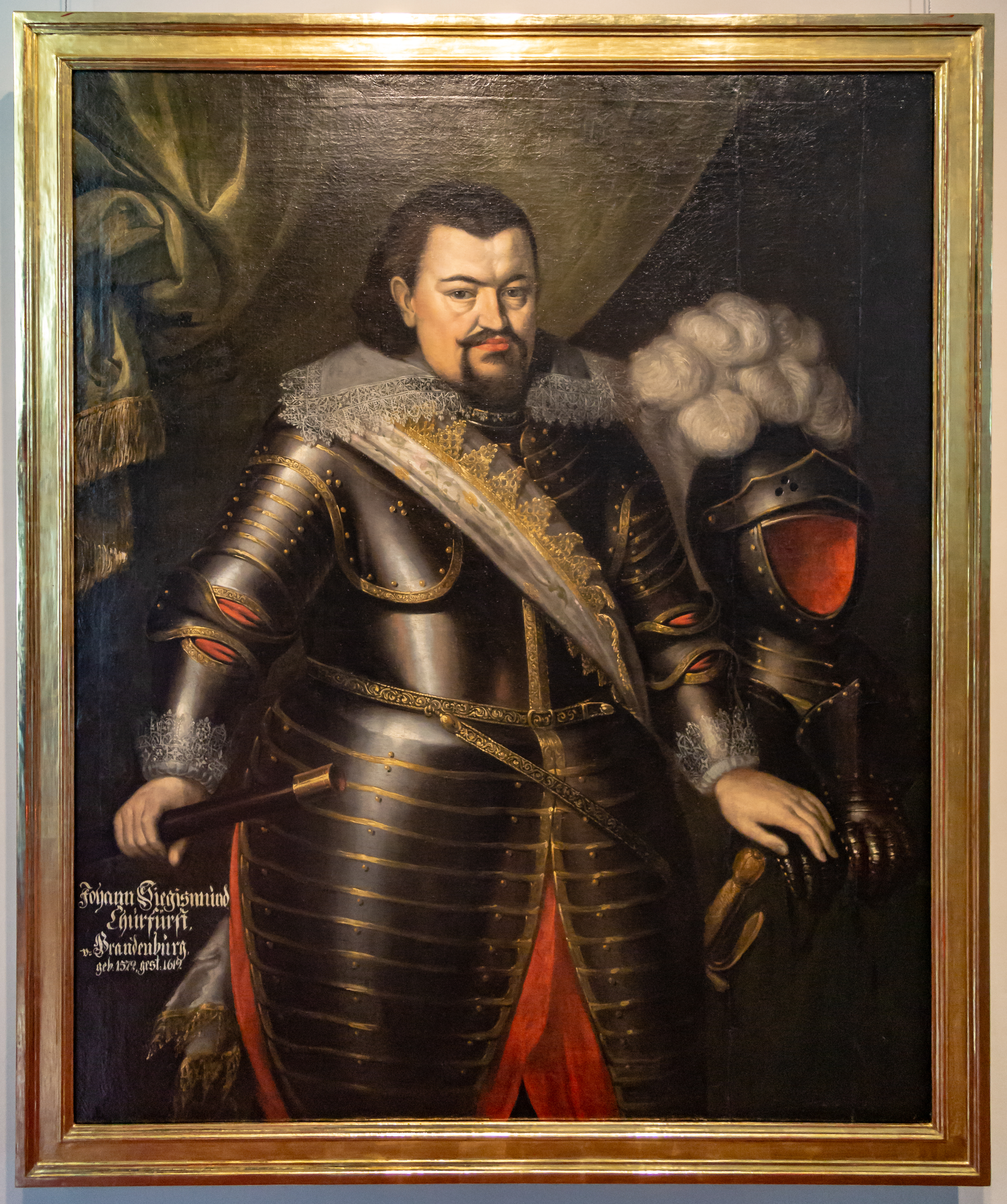
Kurfürst Johann Sigismund um 1610

Siwert war als Lehrling oder Geselle des Hofmalers Martin Schulz (seit 1607 dort tätig, † 1630) an den Hof des brandenburgischen Kurfürsten Georg Wilhelm gekommen. Nach dem Tod seines Lehrherren war Siwert Geselle von dessen Witwe. Im Jahr 1632 stellte er ein Gesuch an den Kurfürsten, die nun freigewordene Stelle als Hofmaler mit ihm neu zu besetzen. Er wurde laut Bestallungsurkunde am 15. Juni 1632 in Cüstrin angestellt und bekam jährlich eine vollständige Kleidung gestellt, die durch den Hofschneider angefertigt und ausgeliefert wurde. Diese Bezahlung erhielt auch der zu dieser Zeit ebenfalls beim Kurfürsten angestellte Holz- und Elfenbeinschnitzer Georg Waker. Zu Siwerts Pflichten gehörte es, den Kurfürsten auf seinen Reisen oder zu Jagdausflügen zu begleiten. Zu seinen Arbeiten gehörten neben der Fertigung von Porträts auch Kopierarbeiten. Ihm werden unter anderem Gemälde des Kurfürsten Johann Sigismund, Georg Wilhelm oder des Königs Gustav Adolf und der Königin Maria Eleonora von Schweden zugeschrieben.